# Seidensängerverwandte
Als Seidensängerverwandte (Cettiidae) bezeichnet man eine seit dem Jahr 2006 neu eingeführte Familie insektenfressender Singvögel innerhalb der Überfamilie der Grasmückenverwandten (Sylvioidea). Die Familie besteht aus 32 Arten, unter diesen der in Teilen Europas weit verbreitete Seidensänger (Cettia cetti). Die Arten dieser Familie wurden zuweilen auch unter dem Namen Buschsänger zusammengefasst, da insbesondere die Arten in der größten Gattung der Familie Horornis im Deutschen bis vor kurzem -Buschsänger hießen. Unter anderem um diese sprachliche Ungenauigkeit in Zukunft zu vermeiden, hat die Deutsche Ornithologen-Gesellschaft inzwischen alle -Buschsänger der Cettiidae zu -Seidensänger umbenannt (z. B. heißt der Japanbuschsänger nun Japanseidensänger). Während in der Vergangenheit also Vogelarten unterschiedlicher Gruppen im Deutschen als Buschsänger bezeichnet wurden, gilt das mit der Umbenennung nun nur noch für einige Vertreter der Schwirlverwandten (Locustellidae).

## Merkmale

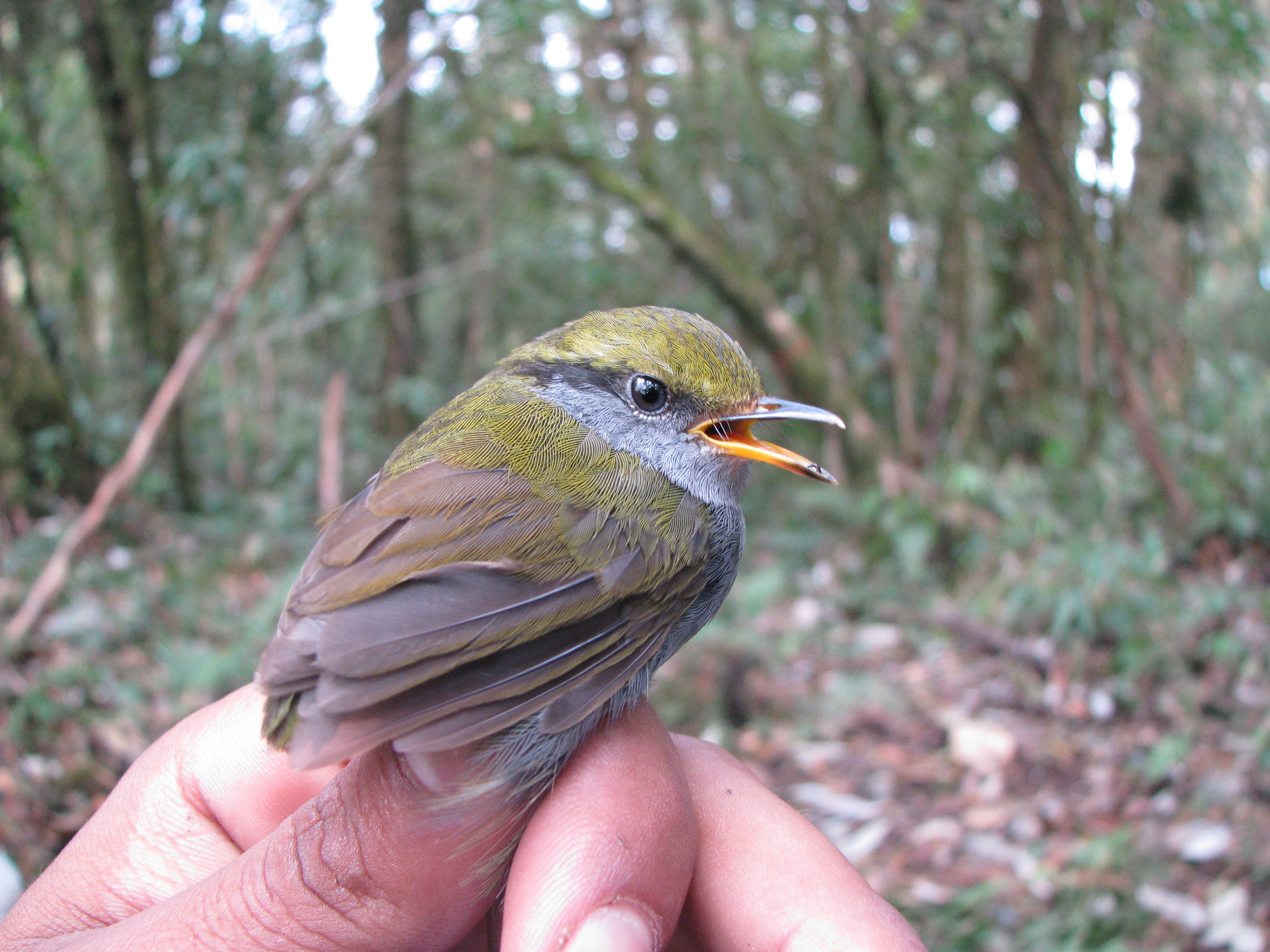
Fast schwanzlos: Olivscheitel-Stutzschwanz (Tesia cyaniventer)

Die Vögel dieser Familie sind im Allgemeinen winzige bis kleine unscheinbare Vögel typischer „Zweigsängerstatur“. Die Körpergröße variiert zwischen 7 cm beim Brauenstutzschwanz (Tesia superciliaris) bis zu 16 cm beim Japanseidensänger. Viele Arten haben recht lange Schwänze, während insbesondere die so genannten Stutzschwänze der Gattungen Tesia und Urosphena kaum mehr als einen gerade sichtbaren Schwanzansatz besitzen.
Viele Vögel dieser Familie haben ein schlichtes, bräunliches Gefieder, oft mit Augen- oder Überaugenstreif. Insgesamt ist diese Gruppe aber sehr variabel, worin der Grund für die Tatsache zu finden ist, dass einige stark abweichende Familienmitglieder erst durch molekulargenetische Analysen erkannt wurden und vormals in recht entfernte Familien eingeordnet waren. Die Familie der Grassänger (Locustellidae) beispielsweise ist äußerlich sehr viel homogener, so dass die Vertreter dieser Familie oft den typischen Seidensängerverwandten stärker ähneln als diese den äußerlich stark abweichenden Cettiidae. Besonders deutlich wird die Schwierigkeit, aufgrund morphologischer Merkmale auf die Familienzugehörigkeit zu schließen, bei der Gruppe von Vögeln, die im Deutschen den Namensteil -Buschsänger tragen: Diese teilen sich recht gleichmäßig auf die Cettiidae-Gattung Horornis und die Locustellidae-Gattung Bradypterus auf.

## Verbreitung

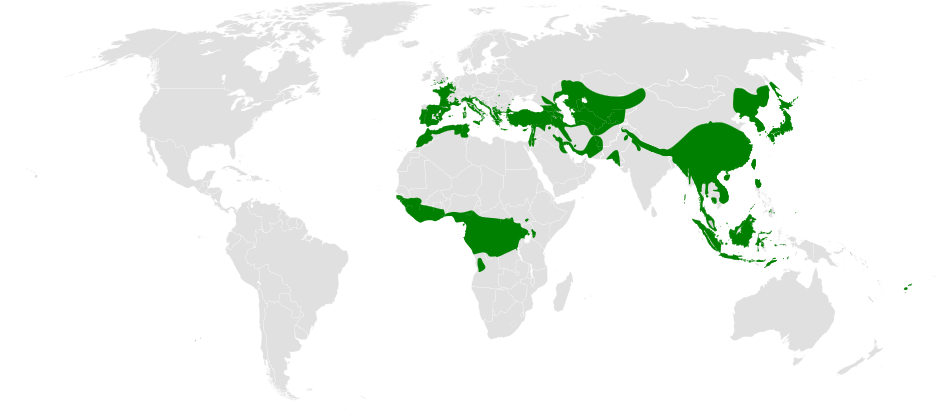
Verbreitungsgebiet der Seidensängerverwandten

Das Verbreitungsgebiet der Familie erstreckt sich von Afrika und die südlichen, wärmeren Regionen Europas über den Nahen und Mittleren Osten sowie den Himalaya bis nach Südost- und Ost-Asien und die nördlicheren Teile Ozeaniens. Der Seidensänger hat dabei das größte Verbreitungsgebiet einer einzelnen Art, das von Großbritannien bis Fidschi reicht. Einige Arten, wie der Seidensänger in Großbritannien, der Japanseidensänger und der Buschstutzschwanz in Japan und Ostsibirien, haben ein Verbreitungsgebiet, das auch winterkalte Gebiete nördlicher Breiten erreicht. Diese Arten sind die einzigen der Familie mit einem ausgeprägten Zugverhalten. Einige Arten, beispielsweise der Weißbauch-Stutzschwanz (Urosphena pallidipes), passen sich an jahreszeitliche Temperaturveränderungen durch Höhenwanderung an.
Viele Arten bewohnen strauch- und buschreiche Habitate, aber einige afrikanische und südostasiatische Arten sind reine Waldbewohner.

## Systematik
Alström et al. zeigten in mehreren ab 2005 durchgeführten molekulargenetischen Untersuchungen, dass die bisherigen taxonomischen Einordnungen vieler Singvögel nicht haltbar waren. Dies führte zu einer völligen Neuordnung der Vögel vom „Zweigsänger“-Typ, von denen viele vormals in der sehr umfangreichen Familie (etwa 440 Arten) der Zweigsänger (Sylviidae im damaligen Sinne) eingeordnet waren. Die Untersuchungen haben gezeigt, dass diese Gruppe kein monophyletisches Taxon darstellt, sondern nur eine Zusammenstellung äußerlich ähnlicher Arten ist. Die alte Familie wurde daher in zahlreiche neue Familien aufgeteilt, darunter u. a. die Seidensängerverwandten. In einen größeren Zusammenhang gestellt finden sich die meisten Arten der alten Familie der Zweigsänger nun in der Überfamilie der Sylvioidea, die aber noch weitere Familien beinhaltet, die nicht in der alten Familie der Zweigsänger enthalten waren (u. a. Lerchen, Schwalben und Bülbüls). Ziel der Neuordnung war es, dass sowohl die Überfamilie, als auch die darin enthaltenen Familien monophyletische Taxa bilden. Die innere Systematik der Überfamilie kann dabei als noch nicht abschließend erforscht angesehen werden; Änderungen vor allem innerhalb der einzelnen Familien sind zu erwarten.

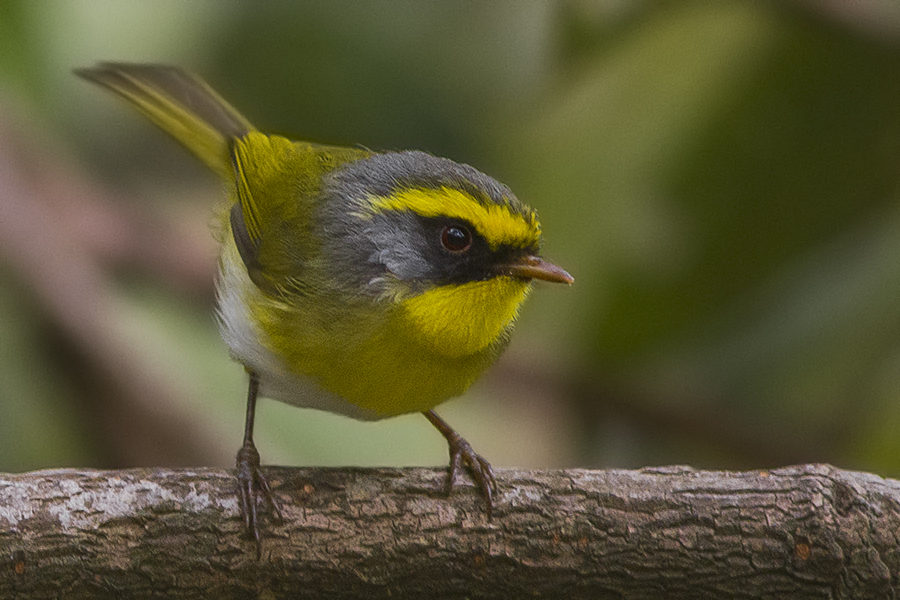
Schieferkopf-Dickichtsänger (Abroscopus schisticeps)

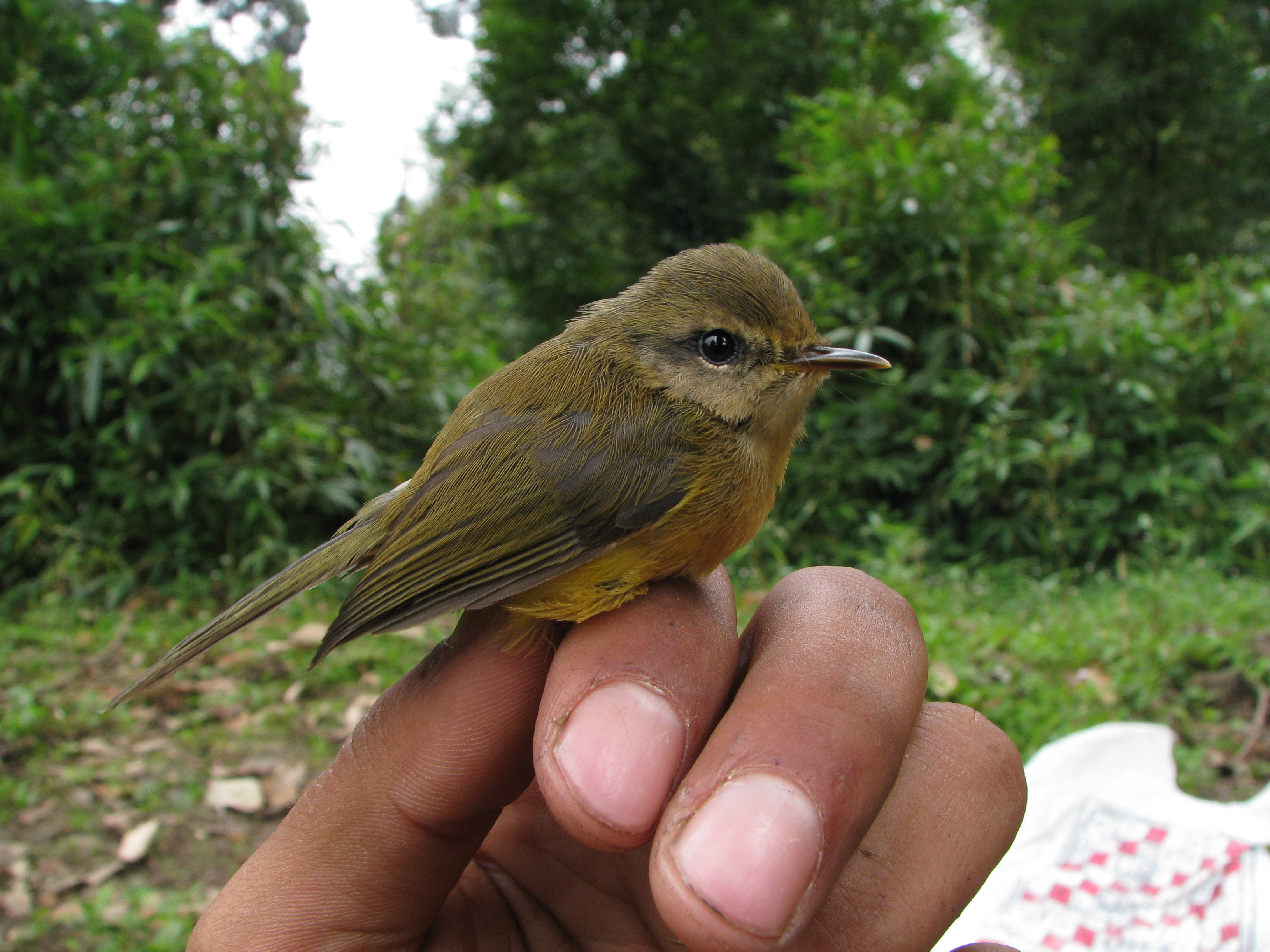
Breitschnabel-Dickichtsänger (Tickellia hodgsoni)

Unter den „Zweigsängern“ der Sylvioidea, bilden die Seidensängerverwandten wohl eine entwicklungsgeschichtlich recht alte Linie. Dies wird unterstrichen durch die Erkenntnis, dass die Gruppe gemeinsam mit dem Wüstendickichtsänger wahrscheinlich das Schwestertaxon der Schwanzmeisen (Aegithalidae) bilden (s. folgendes Kladogramm):
|  | Schwanzmeisen (Aegithalidae)                                                                               |
|  | |
|  | \| \| Seidensängerverwandte (Cettiidae) \| \| \| \| \| \| Wüstendickichtsänger (Scotocercidae) \| \| \| \| |
|  | |
|  | Seidensängerverwandte (Cettiidae)                                                                          |
|  | |
|  | Wüstendickichtsänger (Scotocercidae)                                                                       |
|  | |

|  | Seidensängerverwandte (Cettiidae)    |
|  |                                      |
|  | Wüstendickichtsänger (Scotocercidae) |
|  |                                      |

Die Familie der Cettiidae enthält nach heutigem Stand (2018) sieben Gattungen und etwa 32 Arten:
- Gattung Abroscopus – (3 Arten)
  - Bambusdickichtsänger (Abroscopus superciliaris)
  - Rostwangen-Dickichtsänger (Abroscopus albogularis)
  - Schieferkopf-Dickichtsänger (Abroscopus schisticeps)
- Gattung Phyllergates – (2 Arten)
  - Bergdickichtsänger (Phyllergates cucullatus)
  - Rotkopf-Dickichtsänger (Phyllergates heterolaemus)
- Gattung Tickellia
  - Breitschnabel-Dickichtsänger (Tickellia hodgsoni)

- Gattung Horornis – (13 Arten)

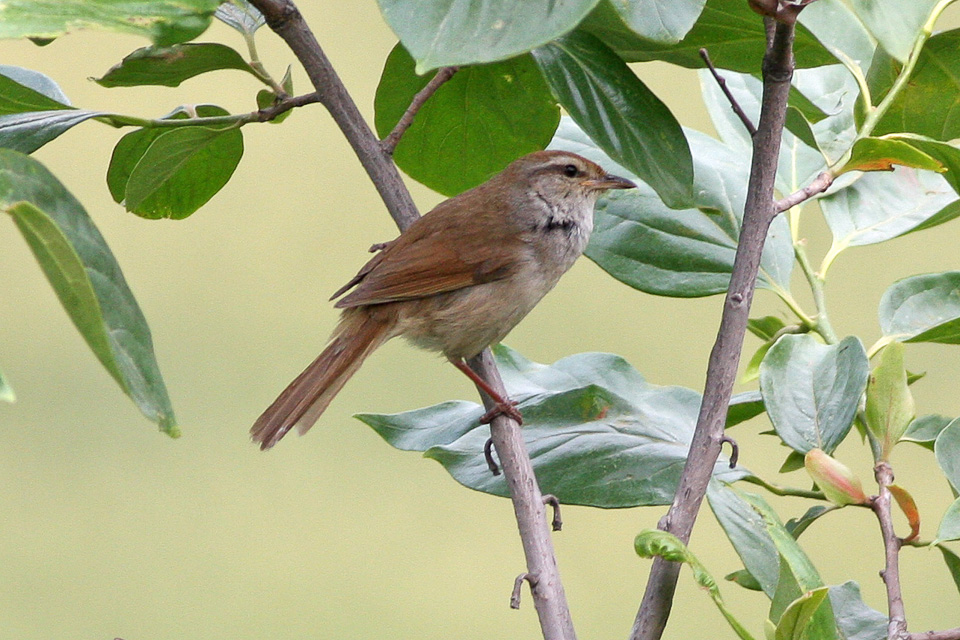
Koreabuschsänger (Horornis canturians)

  - Luzonseidensänger (Horornis seebohmi)
  - Japanseidensänger (Horornis diphone)
  - Mandschurenseidensänger (Horornis canturians)
  - Palauseidensänger (Horornis annae)
  - Tanimbarseidensänger (Horornis carolinae)
  - Schattenseidensänger (Horornis parens)
  - Odediseidensänger (Horornis haddeni)
  - Fidschiseidensänger (Horornis ruficapilla)
  - Bergseidensänger (Horornis fortipes)
  - Blassbauch-Seidensänger (Horornis brunnescens)
  - Gelbbauch-Seidensänger (Horornis acanthizoides)
  - Sundaseidensänger (Horornis vulcanius)
  - Olivseidensänger (Horornis flavolivaceus)
- Gattung Tesia – (4 Arten)
  - Olivscheitel-Stutzschwanz (Tesia cyaniventer)
  - Goldscheitel-Stutzschwanz (Tesia olivea)
  - Rostkappen-Stutzschwanz (Tesia everetti)
  - Brauenstutzschwanz (Tesia superciliaris)

- Gattung Cettia – (4 Arten)
  - Seidensänger (Cettia cetti)

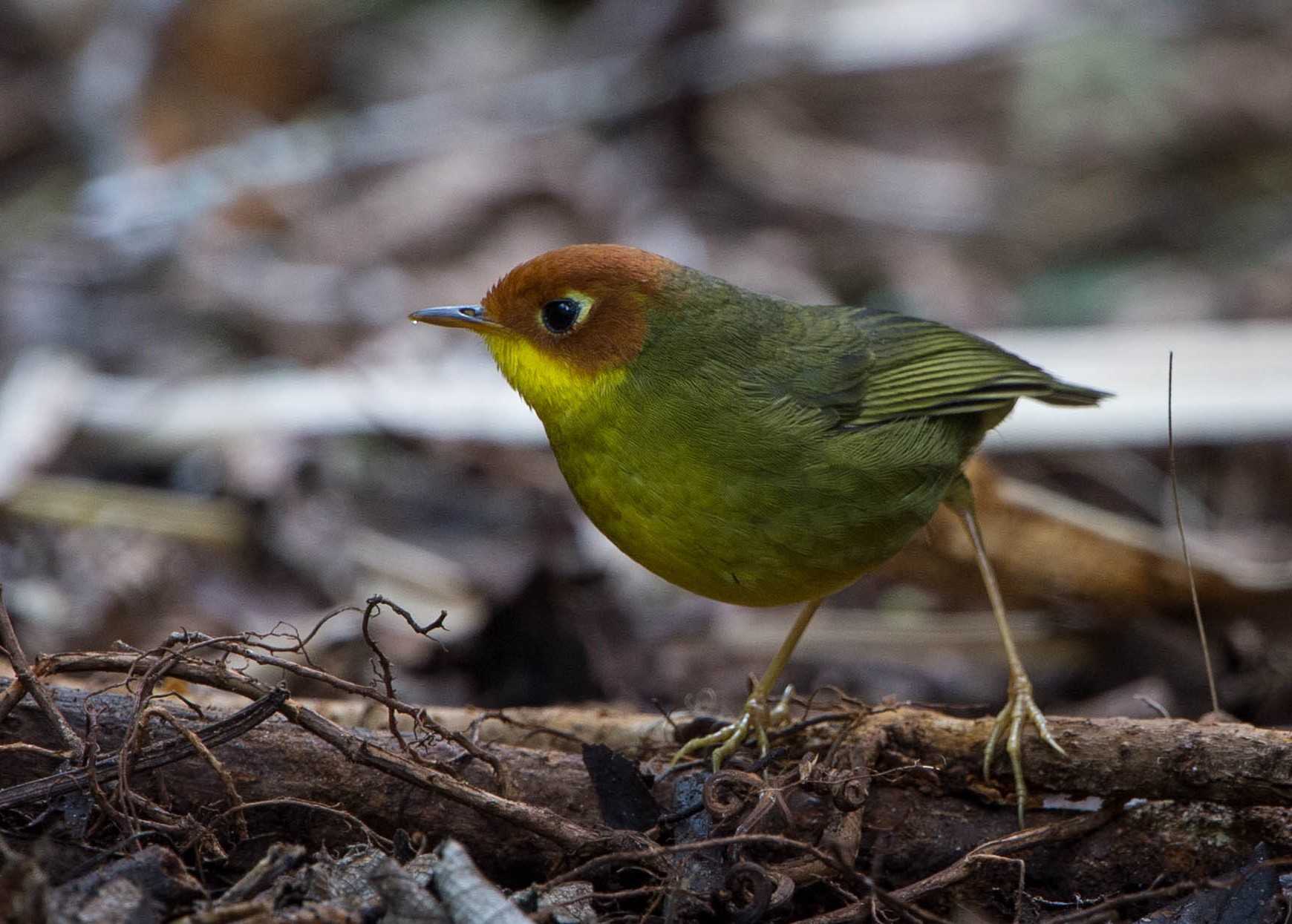
Rotkopftesia (Cettia castaneocoronata)

  - Rhododendron-Seidensänger (Cettia major)
  - Himalajaseidensänger (Cettia brunnifrons)
  - Rotkopf-Seidensänger (Cettia castaneocoronata) – Der deutsche Name zeigt die ehemalige Einordnung in die andere Gattung an.

- Gattung Urosphena – (5 Arten)

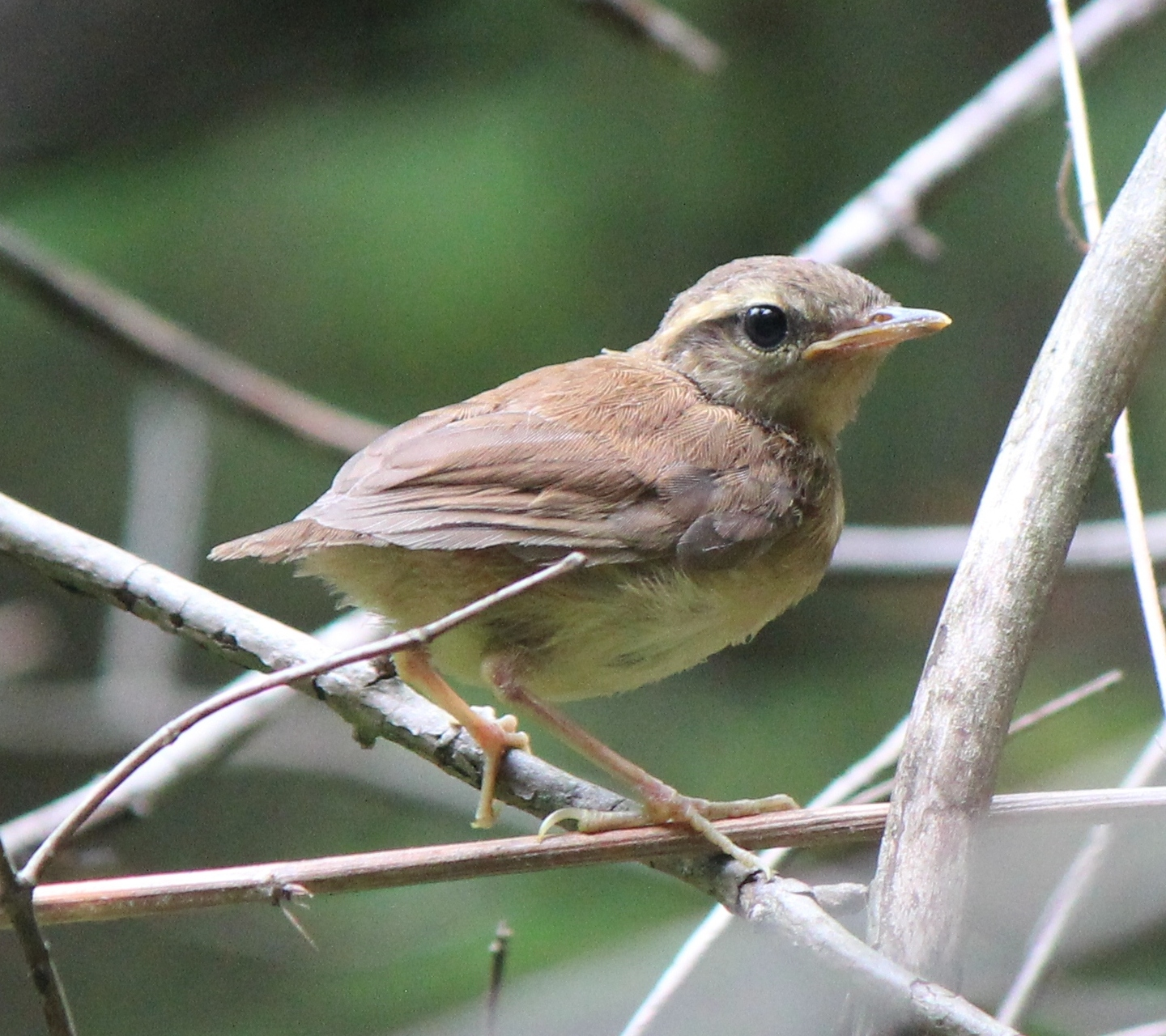
Buschstutzschwanz (Urosphena squameiceps)

  - Buschstutzschwanz (Urosphena squameiceps)
  - Borneostutzschwanz (Urosphena whiteheadi)
  - Timorstutzschwanz (Urosphena subulata)
  - Weißbauch-Stutzschwanz (Urosphena pallidipes)
  - Kivustutzschwanz (Urosphena neumanni)

Eventuell gehören auch die beiden folgenden Gattungen noch in die Familie. Die IOU beschreibt diese aber zurzeit (2018) noch als incertae sedis:
- Gattung Pholidornis (früher Remizidae)
  - Stricheldickichtsänger (Pholidornis rushiae)
- Gattung Hylia
  - Gründickichtsänger (Hylia prasina)